# Kopenhaga Valby
Kopenhaga Valby – stacja kolejowa w Kopenhadze, w dzielnicy Valby. Stacja została otwarta w 1847.